# Careproctus macrodiscus
Careproctus macrodiscus és una espècie de peix pertanyent a la família dels lipàrids.

## Descripció
- Fa 44 cm de llargària màxima.[5][6]

## Hàbitat
És un peix marí i batidemersal que viu entre 130 i 780 m de fondària.

## Distribució geogràfica
Es troba al mar d'Okhotsk.

## Observacions
És inofensiu per als humans.